# Johann Wilhelm Schirmer
Johann Wilhelm Schirmer, född 1807 i Jülich, död 1863 i Karlsruhe, var en tysk landskapsmålare. Schirmer var professor vid konstskolan i Karlsruhe.